# Castillo de Conil de la Frontera
El castillo de Conil de la Frontera, también denominado castillo de los Guzmanes, castillo de Guzmán el Bueno y castillo de la Torre de Guzmán, es una fortificación situada en el casco urbano de la localidad gaditana de Conil de la Frontera, España. Fue declarado Bien de Interés Cultural (BIC) en 1985 con la tipología de monumento.

## Descripción
Fue construido hacia 1295 por Alonso Pérez de Guzmán "El Bueno". Del castillo aún quedan restos visibles, partes del baluarte del mar, la zona baja de las dependencias del palacio que dominaba la playa, en la que se ubicaban unos cuartos altos con un mirador. De la muralla sólo quedan algunos vestigios de la zona norte con la torre cilíndrica, muros y su paso de ronda. Hoy en día se conserva la torre del homenaje, de planta cuadrada, fabricada de cantera y hormigón, tiene dos pisos y defendida con matacanes. 
En los años 1980 se demolieron algunas zonas de la muralla del flanco sur y de poniente, incluso la puerta que accedía al patio de armas. Queda la torre completa, restaurada en 1992, manteniendo la imagen barroca de la última intervención del siglo XVIII, consolidada y utilizada hoy como atalaya de Conil.
La Torre de Guzmán actuó como torre del homenaje, constituyendo un edificio sólido y potente. Tiene 17,5 metros de altura y planta casi cuadrada de 7,50 x 7,75 metros. Está constituida por dos cámaras con bóvedas vaídas de rosca de ladrillo. A la superior se accede por una escalera lateral labrada en el muro noroeste, mientras que al sureste queda emplazada la que sube a la azotea mirador. Ésta conserva pretiles con merlones de sombrerete piramidal y almenas encintadas de almagra, posteriores a las originales, rematándose en las esquinas con escargaitas sobre matacanes, para la autodefensa del edificio en el caso de que el asedio hubiera pasado el recinto murado.
La magnífica construcción de la torre, ejecutada en piedra arenisca local, ha sobrevivido estos setecientos años, gracias a una esmerada ejecución de cantería en sus cuatro esquinas, a base de encadenados y adarajas que no necesitaron nunca de consolidación hasta 1992. Los plementos entre cadenas se rellenaron con mampuestos y argamasa y algunas verdugadas de cantería, para atar sólidamente la estructura del torreón y ser posteriormente enfoscada para pintar, proteger y ennoblecer el monumento.
Es posible que la torre tuviera otro acceso a la planta baja, cegado en la restauración de 1992. Se detectaron diferentes usos e intervenciones que hacen muy comunicativas las dos cámaras, con un aspecto más doméstico que defensivo, aunque en origen, posiblemente sólo se accediera a la cámara alta por la zona del mirador del palacio.

## Historia
El castillo de la villa de Conil fue erigido hacia 1295 por Alonso Pérez de Guzmán "El Bueno", recibiendo -como merced del Rey Sancho IV el Bravo las posesiones de costas entre el río Guadiana y el reino de Granada. Desde entonces, la denominación de Conil fue la de Torre de Guzmán, ya que dentro del Castillo se edificó una torre de homenaje, fácilmente aislable y autoprotegida, que constituyó el elemento visual y ordenador del desarrollo urbano de la villa.
La decisión de levantar un castillo con su torre defensiva, se debe a su potestad jurisdiccional, desde entonces hasta el posterior ducado de Medina Sidonia, sobre el dominio de las almadrabas de la costa y sus edificaciones anexas; chancas, torres almenaras y de pesca, señalizaciones y todo tipo de recintos para el desarrollo de la más importante cualidad económica de estas tierras en la Baja Edad Media: las pesquerías del atún rojo.
Así, los continuos asaltos quedaron en su mayoría frustrados por el sistema murado, varias veces reedificado sobre la villa de Conil, llegando a tener hasta cuatro regimientos fijos a partir del siglo XVI. El régimen de monopolio de las almadrabas duraría hasta el Decreto de abolición de las Cortes de Cádiz de 1814.